# Luciano Onetti
Luciano Onetti (Azul, Provincia de Buenos Aires, 11 de octubre de 1983) es un director de cine, guionista, músico y compositor argentino. Debutó en 2013 con el largometraje experimental Sonno Profondo, y desde entonces se ha desempeñado como director, compositor y guionista en los filmes Francesca (2015), Los olvidados (2017), Abrakadabra (2018) y Le Vortex Monopolaire (2021). Ha compuesto bandas sonoras para películas de directores como Ezio Massa, Daniel de la Vega y su hermano Nicolás Onetti, y ha publicado tres álbumes de estudio con la compañía discográfica italiana Black Widow Records.

## Biografía

### Inicios ySonno Profondo
Onetti nació el 11 de octubre de 1983 en Azul, Provincia de Buenos Aires. Mientras cursaba estudios de derecho en Olavarría, comenzó a filmar varias escenas con una cámara Nikon en las que aparecía usando guantes de cuero, inspirado en las películas del italiano Dario Argento y en el cine giallo de la década de 1970. Con la ayuda de su hermano Nicolás, quien se encargó de la producción, recopiló dichas escenas y las convirtió en su primer largometraje, Sonno Profondo, una película experimental que debutó en el Festival de Cine de Sitges de 2013. El filme participó además en otros festivales y obtuvo diversos premios y nominaciones.

### Francesca,Los olvidadosyAbrakadabra
Dos años después estrenó su segundo largometraje, titulado Francesca y también inspirado en el cine giallo. Rodado en su natal Azul, el filme difiere de Sonno Profondo porque presenta una historia más convencional del género policíaco, en lugar de narrar los acontecimientos desde la perspectiva del asesino. Francesca debutó en el Festival de Sitges de 2015 y participó en otros eventos cinematográficos como el Buenos Aires Rojo Sangre, el Morbido Film Fest de México y el Festival Internacional de Cine Fantástico de Oporto, logrando nominaciones y galardones. Llegó a las salas de cine argentinas en septiembre de 2017.
En 2017 codirigió con su hermano Los olvidados, película del género slasher filmada en las ruinas de Epecuén. Estrenada en marzo de 2018 en Argentina, la cinta fue protagonizada por Mirta Busnelli, Damián Dreizik y Paula Sartor, y obtuvo una nominación en la categoría Midnight X-treme en el Festival de Sitges de 2017 y el premio a mejor película en el Obscura Filmfestival Berlin. En 2018 codirigió Abrakadabra, la que es considerada la tercera parte de su trilogía giallo junto con los filmes Sonno Profondo y Francesca. Protagonizada por María Eugenia Rigon y Germán Baudino, la película fue estrenada en los cines argentinos en mayo de 2019, después de hacer su recorrido por diversos festivales. La compañía discográfica italiana Black Widow Records publicó entre 2016 y 2019 las bandas sonoras de sus tres películas giallo.
En 2018 se anunció que los hermanos Onetti dirigirían una adaptación cinematográfica de El pulpo negro, serie de televisión de suspenso emitida a mediados de la década de 1980 y protagonizada por Narciso Ibáñez Menta. Entre 2018 y 2019, Onetti compuso la música para los filmes Punto muerto y Al tercer día de Daniel de la Vega, y Alter Ego de Ezio Massa. En 2019 colaboró nuevamente con su hermano en la dirección de un segmento para la película de antología A Night of Horror: Nightmare Radio.

### Vortex Monopolairey actualidad
Durante la pandemia de COVID-19, Onetti trabajó en su primer cortometraje por encargo del productor estadounidense Stewart David Johnson para incluirlo en una película de antología. El resultado fue el filme experimental Le Vortex Monopolaire, el cual fue seleccionado para participar en el Festival Internacional de Cine de Mar del Plata de 2021, en la sección Competencia Argentina, y en otros eventos de cine. El mismo año, Onetti publicó su primer libro, una antología de relatos titulada Todos mueren los domingos, a través de la editorial Bärenhaus.
Entre 2022 y 2023 compuso la música para las películas Los olvidados: Cicatrices y The Last Boy on Earth (ambas dirigidas por Nicolás) y El juego de las cien velas: La última posesión, dirigida por Carlos Goitia, Guillermo Lockhart y Andrés Borghi.

## Filmografía

### Cine
| Año  | Título                                         | Rol                              | Notas        |
| ---- | ---------------------------------------------- | -------------------------------- | ------------ |
| 2013 | Sonno Profondo                                 | Director, compositor y guionista |              |
| 2015 | Francesca                                      | Director, compositor y guionista |              |
| 2017 | Los olvidados                                  | Director, compositor y guionista |              |
| 2018 | Abrakadabra                                    | Director, compositor y guionista |              |
| 2018 | Punto muerto                                   | Compositor                       |              |
| 2019 | A Night of Horror: Nightmare Radio             | Director y compositor            | 1 segmento   |
| 2021 | Alter Ego                                      | Compositor                       |              |
| 2021 | Al tercer día                                  | Compositor                       |              |
| 2021 | Le Vortex Monopolaire                          | Director, compositor y guionista | Cortometraje |
| 2022 | Los olvidados: Cicatrices                      | Compositor                       |              |
| 2023 | The Last Boy on Earth                          | Compositor                       |              |
| 2023 | El juego de las cien velas: La última posesión | Compositor                       |              |
| TBA  | El pulpo negro                                 | Director                         |              |